# Pisagua (navire)
Pour les articles homonymes, voir Pisagua (homonymie).
Le Pisagua était un quatre-mâts barque qui a été construit en 1892 pour F. Laeisz à Hambourg en Allemagne. Il a servi pendant vingt ans, survivant en 1912 à une collision avec l'Oceana. Il a été réparé et vendu à un propriétaire norvégien, pour être bloqué dans les îles Shetland du Sud l’année suivante.

## Conception
Joh. C. Tecklenborg de Geestemünde a construit le Pisagua sous le numéro de chantier 115. Le Pisagua mesurait 113,00 mètres de longueur hors-tout, avec une largeur de 13,58 m et un tirant d'eau de 7,94 m. Il avait quatre mâts et était gréé en barque, avec des huniers, perroquets doubles et cacatois au sommet. Son tirant d'air était de 52,50 mètres. Sa surface de voilure était de 3 500 mètres carrés. Le Pisagua était le navire-jumeau du Placilla, qui avait été lancé sept mois plus tôt. L’indicatif du Pisagua était RJPT.

## Historique
Le Pisagua a été lancé le 23 septembre 1892. Cette année-là, il appareille pour Valparaíso, au Chili. Son voyage de Cap Lizard à Valparaíso dure 71 jours. En 1893, il a fait le voyage d’Iquique, au Chili, à Cap Lizard en 74 jours. Il a navigué entre l’Allemagne et le Chili jusqu’en 1896, date à laquelle il a fait le voyage de Cap Lizard à Calcutta, en Inde, en 99 jours. En 1897, il a navigué de Calcutta à Boston, aux États-Unis, en 111 jours. Il a ensuite navigué de Philadelphie à Hyōgo-ku, au Japon, en 131 jours. Le voyage de Hiogo à Iquique a pris 72 jours.
En 1901, le Pisagua a navigué de Cap Lizard à Port Pirie, en Australie, en 79 jours, et de là à Taltal, au Chili, en 32 jours supplémentaires. En 1904, il est de nouveau employé sur la route du Chili, naviguant d’Elbmündung, en Allemagne, à Valparaíso en 87 jours. D’autres voyages ont été effectués au Chili en 1907 et 1908.

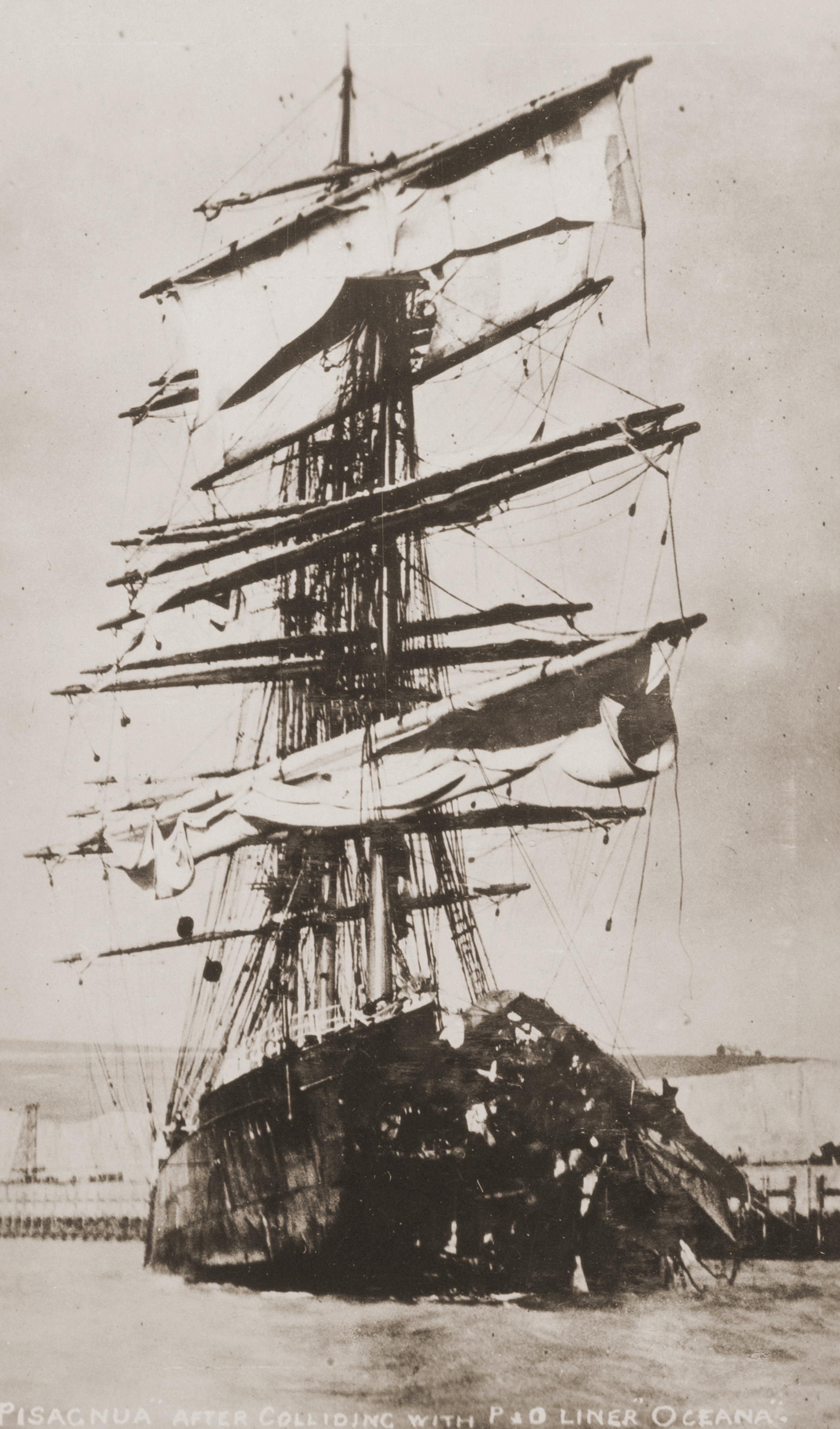
Le Pisagua après la collision avec l'Oceana

Le 12 mars 1912, le Pisagua est impliqué dans une collision avec le bateau à vapeur P&O Oceana au large de Beachy Head, dans le Sussex de l'Est. Le Pisagua a heurté l'Oceana au milieu du navire, créant une entaille de 40 pieds (12 m) de long sur le côté. Neuf vies ont été perdues lorsque l’un des canots de sauvetage de l'Oceana a chaviré, mais les 241 autres passagers et membres d’équipage ont été secourus. L'Oceana a coulé mais le Pisagua a survécu avec de graves dommages à la proue et au mât avant.
La compagnie P&O a poursuivi en justice F. Laeisz, réclamant des dommages et intérêts pour la perte de l'Oceana. Il a été jugé que le Pisagua n’était pas en faute, en raison d’une combinaison de facteurs, y compris que l’obligation incombait à l'Oceana de céder la priorité au Pisagua en vertu de la règle « la vapeur cède la priorité à la voile ».
Le Pisagua a été remorqué à Douvres, dans le Kent, pour des réparations. Le Pisagua a ensuite été remorqué à Hambourg où il a été radié. En octobre 1912, il est vendu à l’A/S Ørnen, à Sandefjord en Norvège pour 5 000 livres sterling. Le Pisagua a été reconstruit en tant que baleinier. Il était exploité par Søren L. Christensen. Le 12 février 1913, le Pisagua s’est échoué à Low Island, dans les îles Shetland du Sud. Bien qu’il ait été assuré pour 318 000 NOK, ses propriétaires ont fait une perte de 54 713 NOK sur le navire.

## Capitaines
Les capitaines du Pisagua étaient :
- J. Früdden (1892-1893)
- C. E. F. J. Bahlke (1893-1901)
- Hinrich Nissen (1901-1903)
- H. A. Dehnhardt (1904-1908)
- J. Frömcke (1909)
- R. Dahm (1910-1912)
- Larsen (1912-1913)